# The Last Farewell
The Last Farewell – album na żywo Elvisa Presleya, składający się z ostatniego koncertu z 26 czerwca 1977 w Indianapolis, stan Indiana w nieistniejącym już audytorium) jaki Elvis dał niecałe dwa miesiące przed swoją śmiercią 16 sierpnia 1977 r. Wydany w 1988 roku.

## Lista utworów
1. 2001 Space Odessey
2. C.C. Rider
3. I Got a Woman
4. Amen
5. Love Me
6. Fairytale
7. You Gave Me a Mountain
8. Jailhouse Rock
9. ’O sole mio
10. It’s Now or Never
11. Little Sister
12. Teddy Bear
13. Don’t Be Cruel
14. Release Me
15. I Can’t Stop Loving You
16. Bridge over Troubled Water
17. Introductions Of The Backing Vocals
18. Early Morning Rain
19. What’d I Say
20. Johnny B. Goode
21. I Really Don’t Want to Know
22. Hurt
23. Hound Dog
24. Can’t Help Falling in Love
25. Closing Vamp